# Бой при Келтисе
Бой при Келтисе или бой при казармах Келтиса (швед. Slaget vid Keltis baracker) произошёл во время русско-шведской войны (1788—1790) 20 мая 1790 года в Келтти на территории современной Финляндии. Бой закончился победой шведов, оттеснивших русские войска за реку Кюмень.
После победы над русскими войсками в сражении при Валкеале шведские и русские войска на этом участке боевых действий оказались втянутыми в серию маневров и стычек в районе Келтиса и Валкеалы.
28 апреля (9 мая) выдвинувшийся из населённого пункта Уммельйоки генерал Ф. П. Денисов принудил шведов оставить деревни Наппа и Келтти. Русские добились своих целей, но вместо продолжения наступления начали укреплять завоеванные места.
За северный фланг фронта шведов вдоль реки Кюмень (Кюмийоки) теперь отвечал генерал-майор Вильгельм Мориц Паули. Защищая свои магазины в Уусикюля, Паули окопался в Ниинимяки в районе Каусалы и отбил 6 (17) мая вторую атаку Денисова, в ходе которой тот был ранен. Поскольку практически все шведские подразделения сократились до менее чем 50% от своей первоначальной численности, у них возникли проблемы с созданием достаточно широкой линии обороны.
Примерно в то же время русские перебросили свои основные силы, около 3000 человек, из Наппы на хребет возле Келтиса (Келтти). Место, выбранное русскими войсками, называлось «Казармы Келтис» (бывший шведский сторожевой пост) и считалось сильной позицией. Внизу у проселочной дороги они установили частоколы и развернули артиллерию.
Со своим отрядом в 2000 человек (9 батальонов половинного состава) генерал Паули чувствовал себя достаточно уверенно, чтобы начать контратаку против русских, и вечером 19 мая выступил из Ниинимяки против казарм Келтиса. Атака была скоординирована с фон Платеном, который в это же время должен был напасть на Корхиос и Аньяалу.
Как только подошли шведы, русская артиллерия открыла огонь. Один батальон был отправлен Паули через лес, чтобы атаковать батарею во фланг. В то же время основная масса шведской пехоты, построенной в две шеренги, стала обстреливать русские позиции на хребте. Бой продолжался 8 часов. Только тогда, когда отправленный ранее батальон был поддержан ещё одним батальоном, и вместе они ударили на левый фланг, русские егеря, защищавшие штыками свою артиллерию, отступили. Часть орудий попала в руки противника, и русские войска, преследуемые шведами, в беспорядке отступили за Кюмень.
Затянувшийся бой повлек за собой довольно большие потери с обеих сторон. На поле боя осталось 200 убитых русских. Шведы потеряли 44 убитыми и 60 ранеными.
На западном берегу в руках русских остался только небольшой плацдарм в Вяряля, против которого Паули построил мощный опорный пункт.